# Groupe des Six

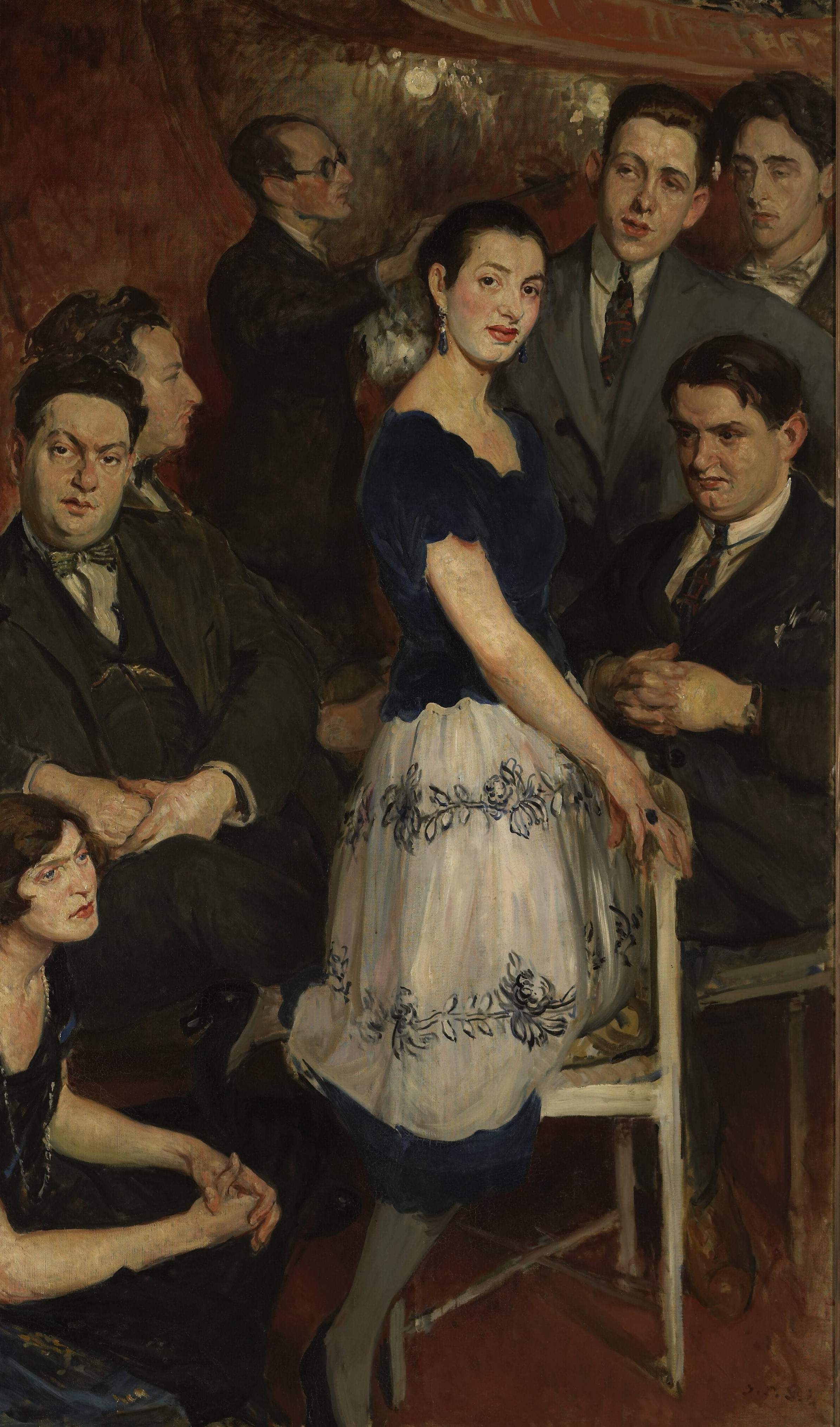
Jacques-Émile Blanche: Le Groupe des Six (1921). Im Zentrum die Pianistin Marcelle Meyer. Links (von unten nach oben): Germaine Tailleferre, Darius Milhaud, Arthur Honegger, Jean Wiener. Rechts sitzt Georges Auric, dahinter Francis Poulenc sowie Jean Cocteau. (Louis Durey fehlt.)

Die Groupe des Six oder kurz Les Six war ein loser Zusammenschluss von sechs französischen Komponisten (fünf Männern und einer Frau).
Zur Gruppe gehörten:
- Georges Auric (1899–1983)
- Louis Durey (1888–1979)
- Arthur Honegger (1892–1955)
- Darius Milhaud (1892–1974)
- Francis Poulenc (1899–1963)
- Germaine Tailleferre (1892–1983)

Diese Gruppe bildete sich anfänglich um ihren musikalischen Mentor, den Pariser Komponisten Erik Satie, der im Théâtre du Vieux-Colombier vier Mitglieder als „les nouveaux jeunes“ vorstellte. Ab 1918 wurde der Schriftsteller Jean Cocteau ihr Wortführer. Den Namen, eine Anspielung auf die russische Gruppe der Fünf, erhielten sie 1920 durch zwei Zeitungsartikel des anfangs der Gruppe nahestehenden Kritikers und Komponisten Henri Collet.
Die Mitglieder verband weniger ein ästhetisches Programm als vielmehr die gemeinsame Ablehnung der romantischen (namentlich wagnerianischen) Musik, die Abwendung vom musikalischen Impressionismus Claude Debussys und die Hinwendung zu zeitgenössischen Formen der Unterhaltungsmusik, z. B. Jazz, Varieté- und Zirkus-Musik. Einige ihrer Werke lassen sich dem Neoklassizismus zuordnen.
Die Gruppe als produktive Einheit hatte nur die ersten der 1920er Jahre Bestand, danach verfolgte jeder Komponist seine eigene Entwicklung und übrig blieb eine Art Freundeskreis.

„Es war aber lediglich ein Zufall, dem diese Gründung zu verdanken ist. In Rußland hat es die ‚Gruppe der Fünf‘ gegeben, mit Cäsar Cui an der Spitze. Dort hatten sich Musiker gefunden, die gleichen Tendenzen huldigten. In Paris hatte der Musikkritiker der ‚Comoedia‘, Henri Collet, eines Tages das Verlangen gespürt, mit den Allerjüngsten der französischen Musik bekannt zu werden, und da er wußte, daß der Poet Jean Cocteau, selbst ein vorzüglicher Pianist, auf diesem Gebiete einen großen Bekanntenkreis besaß, bat er ihn, einige dieser Künstler zu einem intimen Vortragsabend zu versammeln. Es hätten also auch zwölf oder fünfzehn Musiker kommen können. Das Schicksal wollte, daß sich damals sechs einfanden: Milhaud, Honegger, Auric, Durey, Poulenc und Germaine Tailleferre.
Eine Woche später erschien in der ‚Comoedia‘ ein Artikel von Collet, der den Titel aufwies: ‚Die fünf Russen und die sechs Franzosen‘. Mehr bedurfte es nicht, damit die ‚Six‘ von nun an ihre Etikette angeheftet bekamen. […] Die Gruppe besteht noch, aber nur dem Namen nach. Jeder von uns zieht es vor, auf eigene Faust bekannt zu werden. Vor einigen Jahren versammelten wir uns jeden Monat zu einem Diner, das nach einer Komposition von Milhaud deren Titel trug ‚Der Ochse auf dem Dache‘. Seitdem haben wir auch auf diese Zusammenkünfte verzichtet, jeder von uns begnügt sich, seine Etikette zu tragen, die man uns auf den Rücken geklebt hatte … denn es ist nur eine Etikette!“

## Gemeinsame Werke
Obwohl es nicht das erklärte Ziel der Gruppe war, an gemeinsamen Kompositionen zu arbeiten, ergaben sich jedoch fünf Gelegenheiten innerhalb von 32 Jahren, bei denen zumindest einige der Gruppenmitglieder zusammenarbeiteten. Nur einmal waren alle sechs beteiligt und manchmal wirkten Komponisten außerhalb der Gruppe mit. Auric und Poulenc waren an jeder Kollaboration beteiligt, Milhaud an vieren, Honegger und Tailleferre an dreien, Durey an einer.
- L’Album des Six

1. „Prélude“ (22. Dezember 1919) – Auric
2. „Romance sans paroles“, op. 21 (August 1919) – Durey
3. „Sarabande“, H 26 (Januar 1920) – Honegger
4. „Mazurka“ (1914) – Milhaud
5. „Valse en ut“, FP 17 (Juli 1919) – Poulenc
6. „Pastorale“ (4. September 1919) – Tailleferre

- Les Mariés de la Tour Eiffel (Die Hochzeit auf dem Eiffelturm), Ballett nach einem Text von Jean Cocteau; 1921

1. „Ouverture « Le 14-Juillet »“ – Auric
2. „Marche nuptiale“ – Milhaud
3. „Discours du Général“ – Poulenc
4. „La Baigneuse de Trouville“ – Poulenc
5. „La Fugue du massacre“ – Milhaud
6. „Valse des dépêches“ – Tailleferre
7. „Marche funèbre“ – Honegger
8. „Quadrille“ – Tailleferre
9. „Trois ritournelles“ – Auric
10. „Sortie de la noce“ – Milhaud

- L'éventail de Jeanne, Kinder-Ballett, 1927, von Auric, Milhaud und Poulenc, sowie sieben anderen Komponisten.

1. „Fanfare“ – Maurice Ravel
2. „Marche“ – Pierre-Octave Ferroud
3. „Valse“ – Jacques Ibert
4. „Canarie“ – Alexis Roland-Manuel
5. „Bourrée“ – Marcel Delannoy
6. „Sarabande“ – Albert Roussel
7. „Polka“ – Milhaud
8. „Pastourelle“ – Poulenc
9. „Rondeau“ – Auric
10. Finale: „Kermesse-Valse“ – Florent Schmitt

- Mouvements du coeur, 1949, Liederzyklus für Bariton oder Bass und Piano zur Erinnerung des 100. Todestags von Frédéric Chopin; von Auric, Milhaud und Poulenc, sowie Jean Françaix, Léo Preger und Henri Sauguet.

- La Guirlande de Campra, 1952, Orchesterwerk über Motive von André Campras Oper Camille (1717); Kollaboration von Auric, Honegger, Poulenc, Tailleferre und drei anderen.

1. „Toccata“ – Honegger
2. „Sarabande et farandole“ – Jean-Yves Daniel-Lesur
3. „Canarie“ – Alexis Roland-Manuel
4. „Sarabande“ – Tailleferre
5. „Matelote provençale“ – Poulenc
6. „Variation“ – Henri Sauguet
7. „Écossaise“ – Auric